# Damian Kallabis
Damian Kallabis (ur. 10 czerwca 1973 w Gliwicach) – niemiecki lekkoatleta specjalizujący się w biegach długodystansowych, uczestnik igrzysk olimpijskich w Sydney (2000), mistrz Europy z Budapesztu (1998), w biegu na 3000 metrów z przeszkodami.

## Sukcesy sportowe
- czterokrotny medalista mistrzostw Niemiec w biegu na 3000 m z przeszkodami: dwukrotnie złoty (1998, 2000), srebrny (2002) oraz brązowy (2003)[1]
- dwukrotny złoty medalista mistrzostw Niemiec w przełajach (1998 – drużyna, długi dystans oraz 2003 – indywidualnie, krótki dystans)[2]
- trzykrotnie drugie miejsce w superlidze pucharu Europy[3]

| Rok  | Miasto       | Zawody               | Konkurencja                   | Wynik       |
| ---- | ------------ | -------------------- | ----------------------------- | ----------- |
| 1998 | Budapeszt    | mistrzostwa Europy   | bieg na 3000 m z przeszkodami | złoty medal |
| 1998 | Johannesburg | puchar świata        | bieg na 3000 m z przeszkodami | 1. miejsce  |
| 1999 | Sewilla      | mistrzostwa świata   | bieg na 3000 m z przeszkodami | 4. miejsce  |
| 2000 | Sydney       | igrzyska olimpijskie | bieg na 3000 m z przeszkodami | 15. miejsce |

## Rekordy życiowe
- bieg na 1500 metrów – 3:43,77 – Leverkusen 09/08/1998
- bieg na 3000 metrów – 7:49,38 – Kolonia 08/08/1999
- bieg na 3000 metrów z przeszkodami – 8:09,48 – Zurych 11/08/1999 (rekord Niemiec)